# José Larrañaga Arenas
José Tomás Larrañaga Arenas (Azcoitia, 1927 - Azcoitia, 1984) fue un político español, víctima del terrorismo de ETA.

## Biografía
José Tomás Larrañaga Arenas, al que todos conocían como Txiki o José Txiki, fue asesinado por ETA el 31 de diciembre de 1984, en la localidad guipuzcoana de Azcoitia. Había sido concejal en el ayuntamiento de Azcoitia y Jefe Provincial del Movimiento. Durante la transición se acercó a Unión de Centro Democrático (UCD). Cuando fue asesinado residía en Logroño, donde trabajaba como funcionario de juzgado de distrito. Estaba casado y tenía tres hijos. En el momento de su asesinato tenía 58 años de edad.

### Asesinato
Antes de ser asesinado, José Larrañaga Arenas había sufrido dos atentados previos. El 13 de abril de 1978 fue atacado en torno a las 22:30 horas, tras salir de un bar. Dos personas le dispararon desde un vehículo, alcanzándole dos disparos la pierna derecha. Casi dos años después, la noche del 10 al 11 de abril de 1980, José Larrañaga volvió a ser víctima de un ataque terrorista. Esta vez, tres etarras a bordo de un Chrysler le dispararon una ráfaga con metralleta. Las balas le alcanzaron el pecho, quedando José herido de gravedad. Estuvo ingresado durante 3 meses a raíz de este atentado. El día 31 de diciembre de 1984, José Larrañaga se desplazaba desde Logroño, donde residía en ese momento, a Azcoitia, para pasar allí la Nochevieja. Esa tarde se encontró con amigos en el bar Alameda de esa misma localidad. En torno a las 21:30 horas de ese mismo día, los etarras Miguel Ángel Gil Cervera, alias Kurika, e Ignacio Bilbao Beascoechea, alias Iñaki Lemona, se acercan por la espalda a José Larrañaga, cuando este salía del bar, y le disparan dos disparos le alcanzan la cabeza y otro el tórax. Una vez en el suelo, le rematan con más disparos. La víctima murió de forma inmediata. Los asesinos estaban acompañados por un tercer etarra, José Antonio López Ruiz, alias Kubati, quien les esperaba y con quien emprendieron la huida en un vehículo robado. Tras ser avisada la Policía, el Juzgado de Guardia ordenó el levantamiento del cadáver, que fue trasladado al Instituto Anatómico Forense.
Los tres terroristas se alojaban en diciembre de 1984 en el domicilio de María Begoña Uzcudun Echenagusia, en la localidad guipuzcoana de Azpeitia. El 31 de diciembre de 1984, María Begoña Uzcudun, entonces trabajadora de un bar de Azkoitia, avisa a los otros tres etarras de que José Larrañaga se hallaba en la localidad. José Antonio López Ruiz, alias Kubati, junto a los otros dos miembros del comando, aborda en Azkoitia a un hombre que estaba maniobrando con su automóvil. El conductor fue obligado a punta de pistola a acompañarles en el vehículo. Le obligaron a pasar por delante del bar Alameda para comprobar que José Larrañaga se encontrara en el interior del mismo. Una vez hecha esta comprobación, estacionan el automóvil en la calle Santa Clara, situada en las proximidades del bar, donde queda el conductor retenido y vigilado por José Antonio López Ruiz, alias Kubati. Tras perpetrar el atentado, Miguel Ángel Gil Cervera, alias Kurika, e Ignacio Bilbao Beascoechea, alias Iñaki Lemona, vuelven al lugar donde había quedado estacionado el vehículo y liberan al conductor. Se dirigen a Azpeitia en el coche, donde lo abandonan antes de refugiarse en la vivienda de María Begoña Uzcudun.
El diario Egin afirmó que el 2 de enero de 1985 recibió un comunicado de ETA militar, en el que reivindicaba la autoría de este asesinato. En comunicado decía: “Consciente de que ETA había decidido atacarle se alejó de Euskadi Sur. Con su desplazamiento quiso evitar nuestra acción, pero a pesar de todo no había renunciado a seguir con su labor fascista y antivasca, continuó militando en estructuras fascistas y haciendo viajes a Euskadi Sur”. José Antonio López Ruiz, alias Kubati, fue uno de los cuatro condenados por este asesinato.